# بحة
البُحَّةُ (بالإنجليزية: Hoarseness أو Dysphonia)‏ وقد تسمى خلل التصويت أو الجَشَر ، وتعد البُحَّة العرض الأساس في أمراض الحنجرة.البحة هو مصطلح طبي يطلق على الاضطرابات الصوتية: أي وجود ضعف في القدرة على إنتاج الأصوات باستخدام الأعضاء الصوتية (وهو يختلف عن عسر التلفظ الذي يدل على ضعف في العضلات اللازمة لإنتاج الكلام). وبالتالي، فإن البُحَّة هو اضطراب بإخراج الصوت. الصوت المبحوح يمكن أن يكون غليظ أو لاهث بشدة أو أجش أو خشن، ولكن لا يزال إخراج الصوت ممكنا في هذه الحالة (وهذا ما يتناقض مع فقدان الصوت الذي ينعدم فيه إخراج الصوت تمامًا).
أسباب البُحَّة إما أن تكون عضوية أو وظيفية ناتجة عن خلل في أيٍ من الأعضاء الصوتية. فعادة يكون سببها عطل في قدرة الطيات الصوتية على الاهتزاز بشكل طبيعي أثناء الزفير. وهكذا غالبًا ما تلاحظ البحة عند إنتاج أصوات حروف العلة. على سبيل المثال، عند إخراج الصوت بشكل طبيعي ونموذجي تجتمع الطيات الصوتية لتهتز بدورة بسيطة مفتوحة\مغلقة تعدل تدفق الهواء من الرئتين. ضعف(شلل جزئي) في جانب واحد من الحنجرة يمكن أن يمنع هذا الاهتزاز الدوري البسيط ويؤدي إلى حركة غير منتظمة في واحد أو في كلا الجانبين من المزمار. تسمع هذه الحركة الغير منتظمة كخشونة في الصوت. وهذا أمر شائع جدا في الشلل الجزئي للطيات الصوتية.

## الأنواع الشائعة لبحة الأصوات
- البُحَّة العضوية
  - التهاب الحنجرة (الحاد: الفيروسي، البكتيري) - (المزمنة: التدخين، وارتجاع المريء، الجزرالحنجري البلعومي).
  - الأورام (ما قبل سرطان: النمو الشاذ) - (الخبيثة: سرطان الخلايا الحرشفية).
  - صدمة (علاجي المنشأ: الجراحة، التنبيب) - (العرضي: الفظ،الاختراق، الحراري).
  - الغدد الصماء (قصور الغدة الدرقية، قصور الغدد التناسلية).
  - أمراض الدم (الداء النشواني).
  - علاجي المنشأ (استنشاق الكورتيزون).
- البُحَّة الوظيفية
  - النفسي.
  - سوء استخدام الصوت.
  - مجهول السبب.

## أشيع الأسباب

### الالتهابية
- التهاب حنجرة حاد
- التهاب حنجرة مزمن

### الورمية
- أورام حليمية
- أورام وعائية
- كارسينوما شائكة الخلايا

### العصبية
- الحوادث الوعائية الدماغية
- التصلب العديد
- شلل العصب الحنجري الراجع

### الميكانيكية
- عقيدات المغنين
- بوليب الحبل الصوتي
- كيسات الحبل الصوتية

### آفات غير عضوية
- عسرة التصويت الوظيفية

## حالات ذات علاقة:
- اضطرابات الصوت
  - التهاب الحنجرة.
  - التهاب الأحبال الصوتية.
  - عقيدات الحبل الصوتي.
  - كيسة الحبل الصوتي.
  - وذمة رينكه (الناجمة غالبا عن التدخين).
  - ورم حُلَيمِيٌّ حنجري.
- مرض ارتجاع المريء: عندما يكون هناك اشتباه سريري لمرض ارتجاع المريء كسبب للبُحَّة، يطلب فحص رصد درجة حموضة المريء لتأكيد التشخيص وتحديد العلاقة بين مرض ارتجاع المريء والبُحَّة.
- سرطان الحنجرة.
- الوهن العضلي الوبيل.
- قصور الغدة الدرقية.
- فرط نشاط الغدة الدرقية.
- التهاب الجيوب الأنفية.
- سرطان الرئةاليافعي
- الْتِهابُ الجِلْدِ و العَضَل
- مرض شلل الرعاش.
- سم البوتولينوم.
- متلازمة داون.

## القياسات السريرية
تقاس البُحَّة باستخدام مجموعة متنوعة من أدوات الفحص التي تسمح للطبيب بمعرفة نمط اهتزاز الطيات الصوتية، وبصورة رئيسية تصوير الحنجرة الاضطرابي. فحص الصوتية شائع أيضاً، ويحصل ذلك من خلال تسجيل الأصوات التي تنتج خلال إخراج الصوت المستمر أو أثناء التحدث. أداة أخرى هي تخطيط كهربية الحنجرة.
وهناك القياس الشخصي لشدة البُحَّة الذي يجري بواسطة طاقم طبي متدرب. ويستخدم على نطاق واسع مقياس د خ ل و إ (الدرجة، الخشونة، اللهثان، الوهن، الإجهاد) أو ملف الأوتس الإدراكي لهذا الغرض.القياس الموضوعي لشدة خلل النطق يتطلب عادة خوارزميات معالجة الإشارات المطبقة على التسجيلات الصوتية أو تسجيلات تخطيط كهربية الحنجرة. وتشمل هذه الخوارزميات الارتعاش، وميض ونسب الضوضاء إلى التوافقيات، ولكن ثبت أن لهذه بعض القيود الحرجة، ولا سيما بالنسبة للبُحَّة الشديدة. وقد أدت التطورات الحديثة في نظرية معالجة الإشارات إلى خوارزميات أكثر قوة.